# Kala Koreish
Kala-Koreysh é uma cidade medieval russa, localizada na República do Daguestão.   

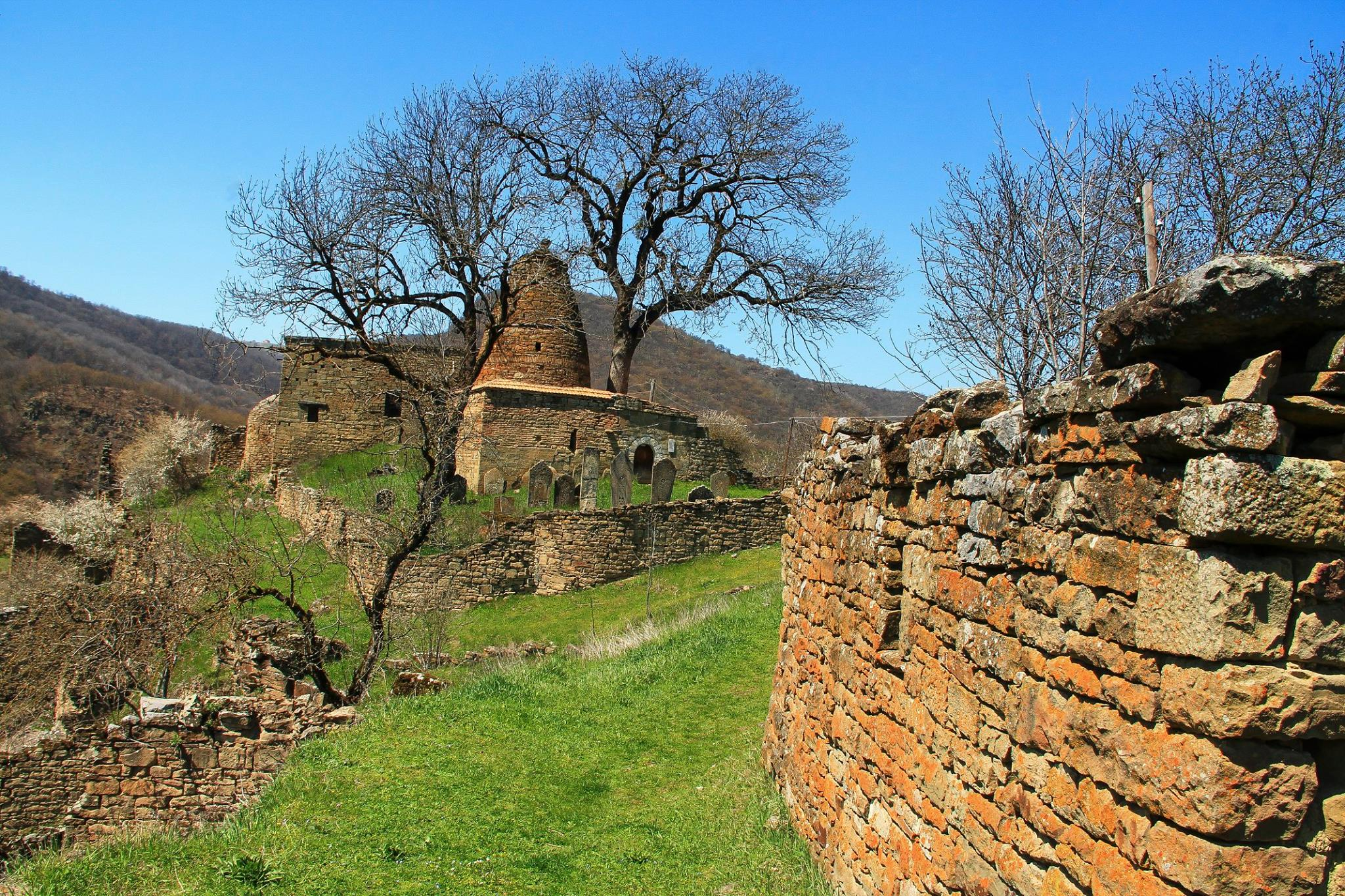
Ruínas de Kala Koreish

## História
A cidade foi fundada na idade média e logo se tornou um dos centros econômicos e culturais mais importantes do Daguestão. Com a intensificação do povoamento do Daguestão durante os séculos XVIII-XIX Kala Koreish deixou de ser um importante centro, e começou a era de declínio. 
Sob o domínio soviético na década de 1930, os últimos habitantes foram despejados. Há um cemitério que se tornou um local de peregrinação. Os governantes dos séculos XII ao XIX estão sepultados nesse cemitério cemitério . 

## Local atualmente
Agora Kala Koreish é um labirinto de edifícios antigos com terraços descendo do topo da montanha. Há também um museu restaurado e a tumba dos Uitmies Kaitag. Das principais atrações de Kala Koreysh, estão uma mesquita do século IX, e o mausoléu dos xeques. 